# الكنيسة البيلاروسية الأرثوذكسية

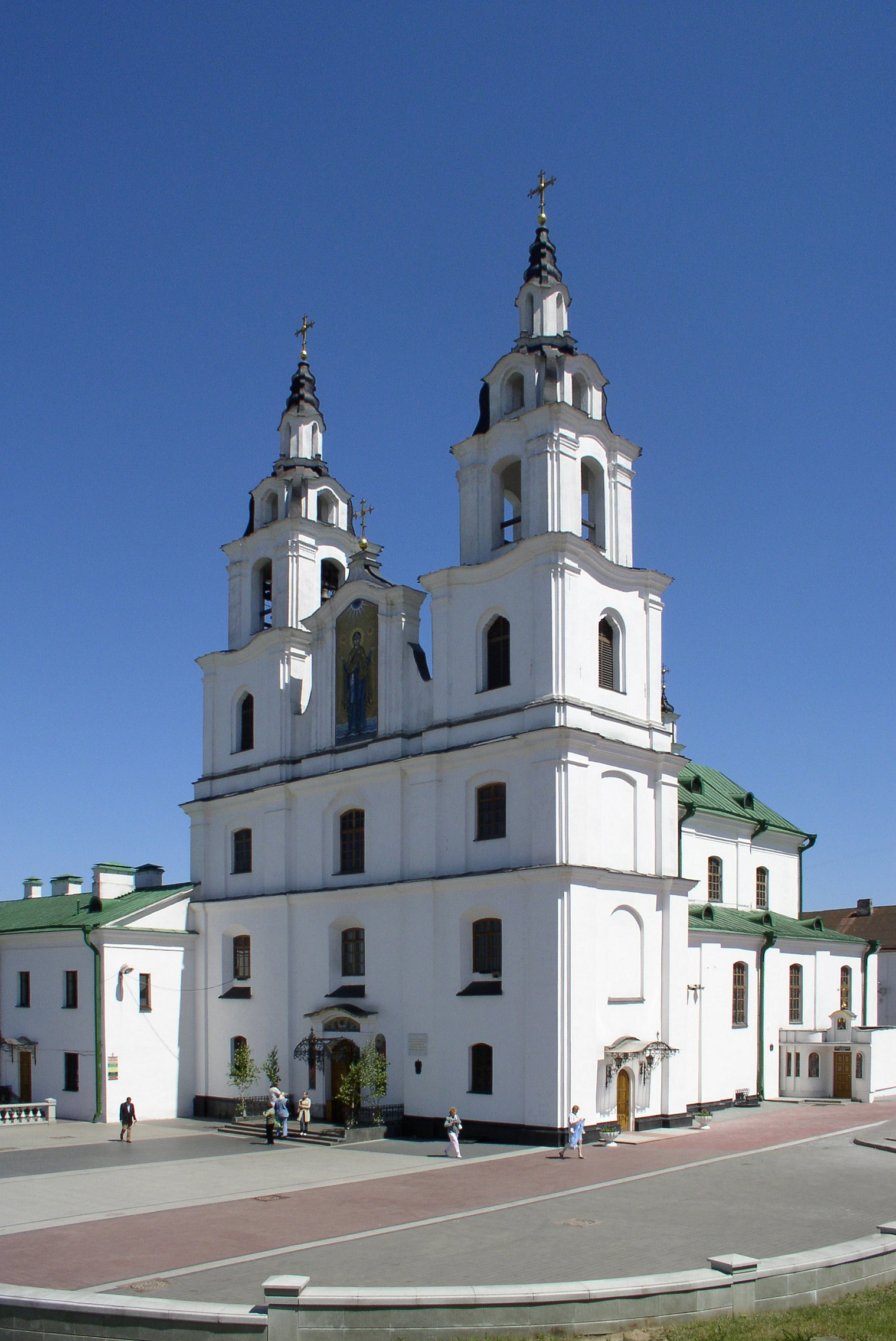
كاتدرائية الروح القدس، الكنيسة الأرثوذكسية المركزية في مينسك.

الكنيسة البيلاروسية الأرثوذكسية (بالبيلاروسية: Беларуская праваслаўная царква) (بالروسية: Белорусская православная церковь) هو الاسم الرسمي للإكسرخسية البيلاروسية (بالبيلاروسية: Беларускі экзархат) (بالروسية: Белорусский экзархат) للكنيسة الروسية الأرثوذكسية في بيلاروس. وهي تمثل اتحاد الأبرشيات الروسية الأرثوذكسية في أراضي بيلاروسي وهي أكبر منظمة دينية في البلاد، وتوحد الغالبية العظمى من المسيحيين الأرثوذكس الشرقيين.
أصبح الأسقف بنيامين (توبيكو) زعيمًا للكنيسة البيلاروسية الأرثوذكسية في عام 2020.
تتمتع الكنيسة بدرجة أقل بكثير من الاستقلال الذاتي من الكنيسة الأوكرانية الأرثوذكسية التابعة لبطريركية موسكو، وهي كيان شبه مستقل مرتبط بالكنيسة الروسية الأرثوذكسية.
تعارض الكنيسة الأرثوذكسية البيلاروسية بشدة الكنيسة الأرثوذكسية البيلاروسية المستقلة الصغيرة والقائمة على الهجرة.

## الهيكل
يتكون هيكل الكنيسة الأرثوذكسية البيلاروسية من 11 أبرشية:
- أبرشية بابرويسك وبيخاو
- أبرشية بريست وكوبرين
- أبرشية فيتسبسك وأورشا
- أبرشية هوميل وزلوبين
- أبرشية هرودنا وفوكافيسك
- أبرشية ماهيليو ومستسلو
- أبرشية مينسك وسلوتسك
- أبرشية نافاهرودك وليدا
- أبرشية بينسك ولونينيتس
- أبرشية بولاتسك وهليبوكاي
- أبرشية توراو ومازير